# Anonymitetstjänst
Anonymitetstjänst eller anonymiseringstjänst betecknar en Internet-tjänst som ger användare möjligheten att skicka e-post, besöka webbplatser eller andra aktiviteter på Internet anonymt.
Anonymitetstjänster fungerar vanligtvis dels genom att som anonymiserande proxytjänst byta ut användarens IP-adress mot en anonym dito, dels genom att som VPN-tjänst kryptera all kommunikation mellan användaren och Internet.
Vad servern gör är att bland annat byta ut headers i e-post, ändra hostadresser och IP-adresser. Därefter skickar servern informationen/meddelandena till mottagaren, till exempel webbplatsen eller e-postadressen med den nya (felaktiga) informationen. Syftet med att använda en anonymitetstjänst är oftast att man inte vill att mottagarna ska kunna se vem som besöker deras tjänster, då det är omöjligt för dessa att kunna spåra informationen till den ursprungliga datorn/användaren. För att servern ska kunna skicka tillbaka svar till användaren använder den sig av en hashtabell med adressinformation. Varje gång ett svar skickas tillbaka raderas den ur hashtabellen för att inte Polisen eller annan myndighet ska kunna avläsa denna information vid till exempel en razzia. All trafik mellan användaren (klienten) och servern (värden) skickas krypterat för att inte kunna avlyssnas av tredje part.